# Безіл Дмитришин
Безіл Дмитришин (англ. Basil Dmytryshyn; 15 січня 1925, невідомо, Підпольська Україна) — американський історик українського походження. З 1956 й до виходу на пенсію у 1988 році був професором кафедри російської історії Портлендського державного університету. Дмитришин вважався одним з найвпливовіших русистів Америки й написав понад 30 книжок з історії Росії.
Хоча й українець за походженням, з невідомих причин Дмитришин свідомо вирішив присвятити своє життя вивченню саме Росії та її історії, та не підтримував зв'язків з українською Діаспорою Америки. Аж у 1992 році, через чотири роки після виходу на пенсії як професора Портлендського державного університету, він став членом Американської Спілки Українознавства (АСУ) (англ. American Association for Ukrainian Studies (AAUS)) й того ж року був обраний президентом АСУ.

## Життєпис
Василь Дмитришин народився 15 січня 1925 року в підпольській Україні; батько — Френк Дмитришин, мати — Єфросинія Дмитришин (до шлюбу Сенчак). У роки Другої світової війни загинули його сестра та мати, а його батько був у США, куди емігрував ще до початку війни, тож Дмитришин вирішив переїхати до нього у Нью-Йорк. Відразу потрапити в США Дмитришин не зміг, тож пару років він прожив у Німеччині у таборі ДіПі, й зумів потрапити в США лише у 1947 році. Дмитришин хотів поїхати на навчання у ту частину США, де б він не почув жодну з європейських мов, які він знав (польську, російську, українську, церковно-слов'янську, німецьку та французьку), тож він вирішив поїхати здобувати освіту в Арканзас в Арканзаському університеті. Дмитришин спочатку обрав своєю спеціалізацією ази-медосвіти (англ. pre-med), однак пізніше за порадою свого ментора змінив свою спеціалізацію на історію. В Арканзаському університеті Дмитришин успішно здобув спочатку ступінь BA у 1950 році, а через рік, у 1951 році, і ступінь MA. Через чотири роки, у 1955 році, Дмитришин отримав і ступінь PhD з історії в УК Берклі.
Відразу після отримання ступеня PhD, Дмитришин отримав роботу у 1956 році як професор російської історії в Портлендському державному університеті й пробув професором цього університету всю свою кар'єру, аж до виходу на пенсію 1988 році.

## Дмитришин та українська діаспора США
Хоча й українець за походженням, з невідомих причин Дмитришин свідомо вирішив присвятити своє життя вивченню саме Росії та її історії, та не підтримував зв'язків з українською Діаспорою Америки. Аж у 1992 році, через чотири роки після виходу на пенсії як професора Портлендського державного університету, він став членом Американської Спілки Українознавства (АСУ, англ. American Association for Ukrainian Studies (AAUS) й того ж року був обраний президентом АСУ.
Єдиний невеликий внесок у розвиток вивчення України Дмитришин зробив у 1971 році, коли впродовж літа 1971 року викладав українознавчі курси в Літній школі щойноствореного Українського наукового інституту Гарвардського університету. Однак в української діаспори були нарікання й щодо цього: так у 1972 році у своїй книзі споминів Відгуки часу Ірена Книш негативно оцінила внесок Дмитришина у викладанні українознавчих курсів в Літній школі, зазначивши, що «Дмитришин — [це] ще один автор Київської Русі як російської історії, він же й українські революційні рухи 1917-20 рр. уважає тільки вислідом незручної політики Столипіна.»

## Родина
16 липня 1949 року Дмитришин одружився з американкою Вірджинією Роул (англ. Virginia Roehl), у шлюбі народилося дві доньки: Соня (англ. Sonia) та Таня (англ. Таня).

## Творча спадщина
Праці по історії Росії
- Basil Dmytryshyn. Moscow and the Ukraine, 1918-1953: a Study of Russian Bolshevik Nationality Policy. New York: Bookman Associates, 1956. 310 p. (прим.: початково ця робота була подана як докторська дисертація Дмитришина)[9][10]
- Basil Dmytryshyn. USSR: A Concise History. ? : Scribners. 1965
- Basil Dmytryshyn. Medieval Russia: A Source Book, 900-1700. Orlando, FL.: Holt, Rhinehart, & Winston. 1967 
  - (2nd ed.): Basil Dmytryshyn, Medieval Russia: A Sourcebook, 900-1700. 2nd edition, Orlando, FL.: Holt, Rhinehart, & Winston. 1974
  - (3rd ed.): Basil Dmytryshyn, Medieval Russia: A Sourcebook, 850-1700. 3rd edition, Orlando, FL.: Holt, Rhinehart, & Winston. 1991
  - (4th ed.): Basil Dmytryshyn. Medieval Russia: A Sourcebook, 850-1700. 4th edition. Gulf Breeze, FL:  Academic International Press. 2000
- Basil Dmytryshyn. Imperial Russia: A Source Book, 1700-1917. Orlando, FL: Holt, Rinehart and Winston. 1967 
  - (2nd ed.): Basil Dmytryshyn. Imperial Russia: A Sourcebook, 1700-1917. 2nd edition, ?: Dryden Press. 1974
  - (3rd ed.): Basil Dmytryshyn. Imperial Russia: A Sourcebook, 1700-1917. 3rd edition, Orlando, FL: Holt: Rhinehart, & Winston. 1990
  - (4th ed.): Basil Dmytryshyn. Imperial Russia: A Sourcebook, 1700-1917. 4th edition. Gulf Breeze, FL: Academic International Press. 1999
- Basil Dmytryshyn. Modernization of Russia under Peter I and Catherine. ?: John Wiley. 1974
- Basil Dmytryshyn. Colonial Russian America: 1817—1832. ?:?. 1976.
- Basil Dmytryshyn. A History of Russia. ?: Prentice-Hall. 1977
- Basil Dmytryshyn. The End of Russian America. ?:?. 1979
- Basil Dmytryshyn. Russian Statecraft. ?:?. 1985.
- Basil Dmytryshyn. Russian Conquest of Siberia. 1558-1700. ?:?. 1985
- Basil Dmytryshyn, editor; Frederick Cox, translator. The Soviet Union and the Middle East: A Documentary Record of Afghanistan, Iran, and Turkey, 1917-1985. ?: Kingston Press. 1987
  - (companion volume): Basil Dmytryshyn, editor, with Frederick J. Cox, translator. The Soviet Union and The Middle East: A Documentary Record Of The Fertile Crescent Arabs, 1917-1985. Gulf Breeze, FL: Academic International Press. 1994
- Basil Dmytryshyn. Russia’s Colonies in North America. 1799-1867. ?:?. 1988
- Basil Dmytryshyn. editor and translator. The Russian-American Colonies: A Documentary Record, 1798-1867. Crownheart Vaughn & Thomas Vaughn. Portland, OR: Oregon Historical Society Press. 1989

## Почесні звання
Почесні звання:
- 1985 - Portland State Univrsity. Branford Price Millar Award for Faculty Excellence
- 1992 - Center for the Study of Russian America and Russian-American Relations of the Institute of General Hisotory of Russian Acedemy of Sciences (рос. Центр изучения русской америки и русско-американских отношений Институт всеобщей истории Российской академии наук), Moscow, Russia (Honorary foreign member-elected)
- 1992 - University of Nevada, Reno (Hillard Schoalr in the Humanities)
- 1993 - University of Kyiv-Mohyla Academy, Kyiv, Ukraine (Honorary Diplomat Degree)
- 1993 - Portland State Univrsity. SERVICE TO AMERICA VOLUNTEERS FOR INTERNATIONAL DEVELOPMENT (Certificate of recognition)
- 1994 - Portland State Univrsity. OUTSTANDING RETIRED FACULTY AWARD